# Блинд, Карл
Карл Блинд (нем. Karl Blind; 4 сентября 1826, Мангейм — 31 мая 1907, Лондон) — немецкий журналист, революционер.

## Биография
Демократические взгляды Карла Блинда сложились во время его учёбы в Боннском и Гейдельбергском университетах. Восхищённый Французской революцией, он считал необходимым полное изменение политических условий, которое привело бы к образованию единой демократической Германии. Результаты работы Франкфуртского предпарламента во время революции 1848—1849 годов в этой связи казались ему недостаточными, поэтому весной 1848 года он присоединился к Фридриху Геккеру и Густаву Струве в ходе Баденской революции. Карл Блинд попал в плен и был приговорён к 8 годам заключения в крепости Раштатт. Тем не менее, его заключение завершилось в следующем году, когда 11 мая 1849 года восстал гарнизон Раштатта, освободивший симпатизировавших восставшим политических заключённых.
Революционный комитет, присвоивший себе власть в Бадене после бегства великого герцога Леопольда, отправил Блинда в Париж, где тот должен был заручиться поддержкой Луи Наполеона. Уже 13 июня 1849 года Блинд вместе с Александром Ледрю-Ролленом был обвинён в заговоре против Луи Наполеона, что привело к его выдворению из Франции.
После поражения революции в Бадене и высылки из Франции Блинд с семьёй отправился сначала в Бельгию, а затем в 1852 году обосновался в Лондоне. Он продолжал служить делу демократии и республики своими сочинениями и состоял в переписке с многочисленными единомышленниками по всей Европе Джузеппе Мадзини, Джузеппе Гарибальди, Лайошем Кошутом и Луи Бланком. Он выражал своё мнение по поводу конфликтов и освободительного движения, поддерживал северян в Гражданской войне в Америке и поляков в январском восстании 1863 года против России.
Находясь в Лондоне, Карл Блинд проявил свой писательский талант в различных областях, он писал книги о политике, истории, мифологии, немецкой и индийской литературе и биографиях. Карл Блинд работал корреспондентом для нескольких немецких газет. В 1907 году Блинд умер в своём доме в Хампстеде от сердечной недостаточности.
Карл Блинд — отчим Фердинанда Когена-Блинда, совершившего в 1866 году покушение на Отто Бисмарка, и Матильды Блинд, получившей известность в Англии в качестве поэтессы.